# Kaplica pałacu arcybiskupiego w Rawennie
Kaplica pałacu arcybiskupiego w Rawennie (wł. Cappella del Palazzo Arcivescovile, znana także jako kaplica św. Andrzeja – Cappella di Sant’Andrea) – kaplica w pałacu arcybiskupów Rawenny, zbudowana przez biskupa Piotra II, sprawującego swój urząd w latach 494–519. Wchodzi w skład zespołu Zabytki wczesnochrześcijańskie w Rawennie, który został w 1996 roku wpisany na listę światowego dziedzictwa UNESCO. Jest jedynym przykładem wczesnochrześcijańskiej kaplicy arcybiskupiej, która przetrwała w stanie nienaruszonym do dziś; jest również jedynym katolickim dziełem architektonicznym, wzniesionym w czasach panowania Teodoryka, kiedy dominującym kultem był arianizm.

## Historia i architektura
Rezydencja biskupów (od 546 roku arcybiskupów) Rawenny została zbudowana przez biskupa Ursusa na przełomie IV i V wieku razem z bazyliką Ursiana (dzisiejsza katedra) i baptysterium. 
Kaplicę w rezydencji zbudował biskup Piotr II (494–519) za panowania Teodoryka, kiedy dominującym kultem był arianizm, przeznaczając ją na prywatne oratorium biskupów katolickich. Pierwotnie dedykowana Chrystusowi, później została poświęcona św. Andrzejowi, którego relikwie zostały przywiezione z Konstantynopola do Rawenny w połowie VI wieku.
Z pierwotnego pałacu biskupiego zachowała się, między innymi, masywna wieża Salustra. Rozbudowa budynku miała miejsce przed XI wiekiem, kiedy teren ten stał się ważnym ośrodkiem władzy miejskiej. W 1645 roku arcybiskup Torreggiani zlecił znaczącą rozbudowę kompleksu. W ciągu dziesięcioleci i kolejnych dwóch stuleci zostały dodane lub zmodyfikowane kolejne pokoje w rezydencji. Budynek, którego fasada jest wynikiem XIX-wiecznej przebudowy, mieści się na trzech piętrach i obejmuje pałac arcybiskupi, muzeum, bibliotekę i archiwum z około 13 tysiącami pergaminów. Wśród nielicznych zachowanych pozostałości najstarszego kompleksu znajduje się kaplica Świętego Andrzeja, część pałacu arcybiskupiego, wpisana na listę światowego dziedzictwa UNESCO. Niewielkich rozmiarów pomieszczenie na planie krzyża ma bogate, marmurowe dekoracje w dolnej części i złożony cykl mozaik na ścianach i sklepieniu. Dolna część mozaiki Chrystusa Wojownika, a także różne inne części oryginalnej mozaiki, zostały przemalowane w technice temperowej.

### Przedsionek
Sklepienie kolebkowe przedsionka kaplicy pokrywa polichromowana dekoracja mozaikowa, złożona z kwiatów lotosu i ptaków w różnych kolorach. W lunecie nad drzwiami przedsionka widnieje postać Chrystusa Wojownika w zbroi i purpurowym płaszczu, opierającego nogi na wężu i lwie i trzymającego otwartą książkę z sentencją: „Ego sum via, veritas et vita” („Jam jest droga, prawda i życie”). Takie przedstawienie Zbawiciela ma symbolizować zniszczenie sił zła, reprezentowanych przez lwa i węża.

### Oratorium
Półkuliste sklepienie apsydy pokrywa temperowa dekoracja przedstawiająca gwiaździste niebo, z umieszczonym pośrodku krzyżem łacińskim. Na polach sklepiennych centralnego sklepienia oratorium znajdują się postacie czterech aniołów ubranych w białe szaty, z podniesionymi rękami. Pomiędzy nimi umieszczone zostały symbole czterech Ewangelistów z egzemplarzami ewangelii. W zworniku sklepienia widnieje chrystogram Chi Rho. Również podłucza arkad zdobi centralnie umieszczony chrystogram Chi Rho flankowany wizerunkami Apostołów – po trzech z każdej strony (łuki wschodni i zachodni) oraz męczenników – również po trzech z każdej strony (łuki południowy i północny). Lunety boczne zdobią freski namalowane przez rawenneńskiego malarza Lukę Longhiego.
Celem programu dekoracyjnego jest gloryfikacja postaci Chrystusa, w wyraźnie antyariańskiej interpretacji. Przedstawienie Zbawiciela jako wojownika, jego chrystogram i postać dominują w różnych częściach kaplicy, a wizerunki męczenników i Apostołów oraz symbole Ewangelistów zostały umieszczone dla podkreślenia tejże koncepcji, w duchu wyraźnej, katolickiej ortodoksji. Kaplica arcybiskupów jest jedynym przykładem wczesnochrześcijańskiej kaplicy arcybiskupiej, która przetrwała w stanie nienaruszonym do dziś; jest również jedynym katolickim dziełem architektonicznym, wzniesionym w czasach panowania Teodoryka, kiedy dominującym kultem był arianizm.

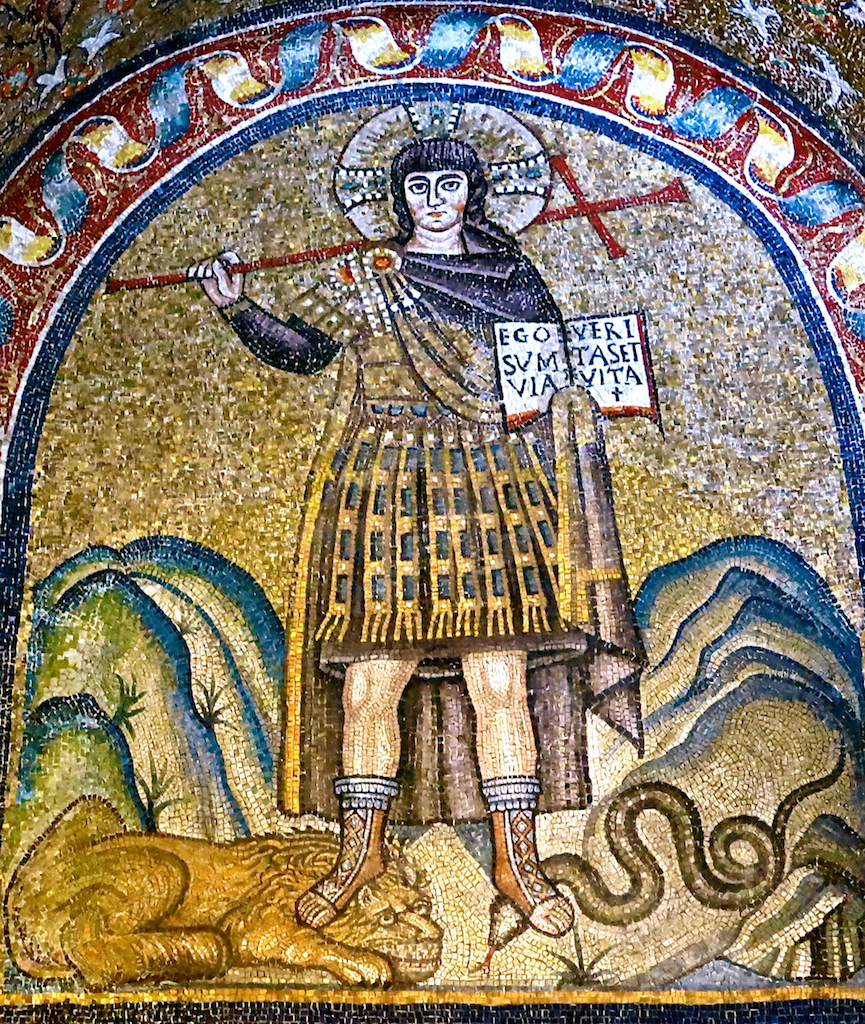
Mozaika Chrystus Wojownik
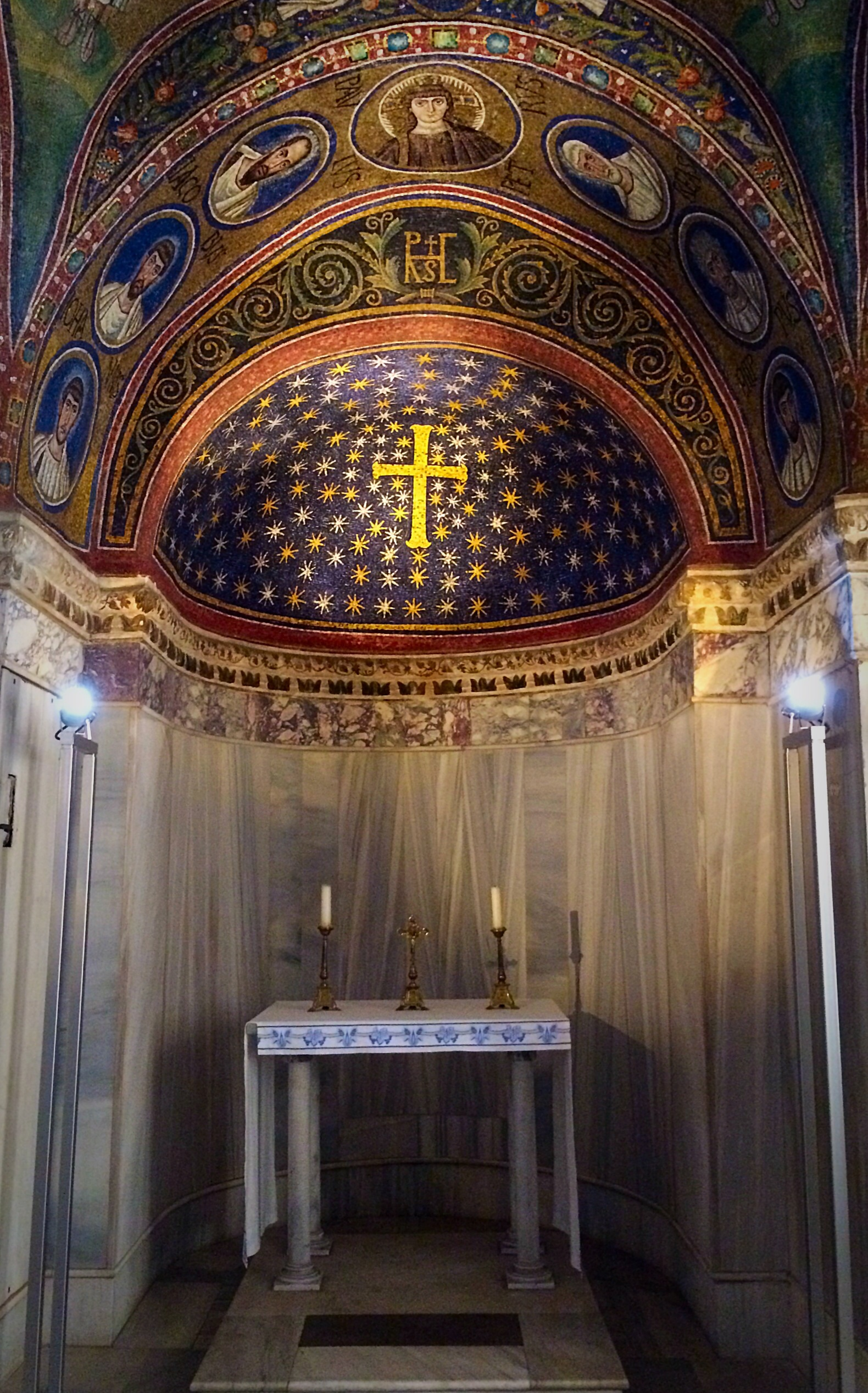
Apsyda oratorium
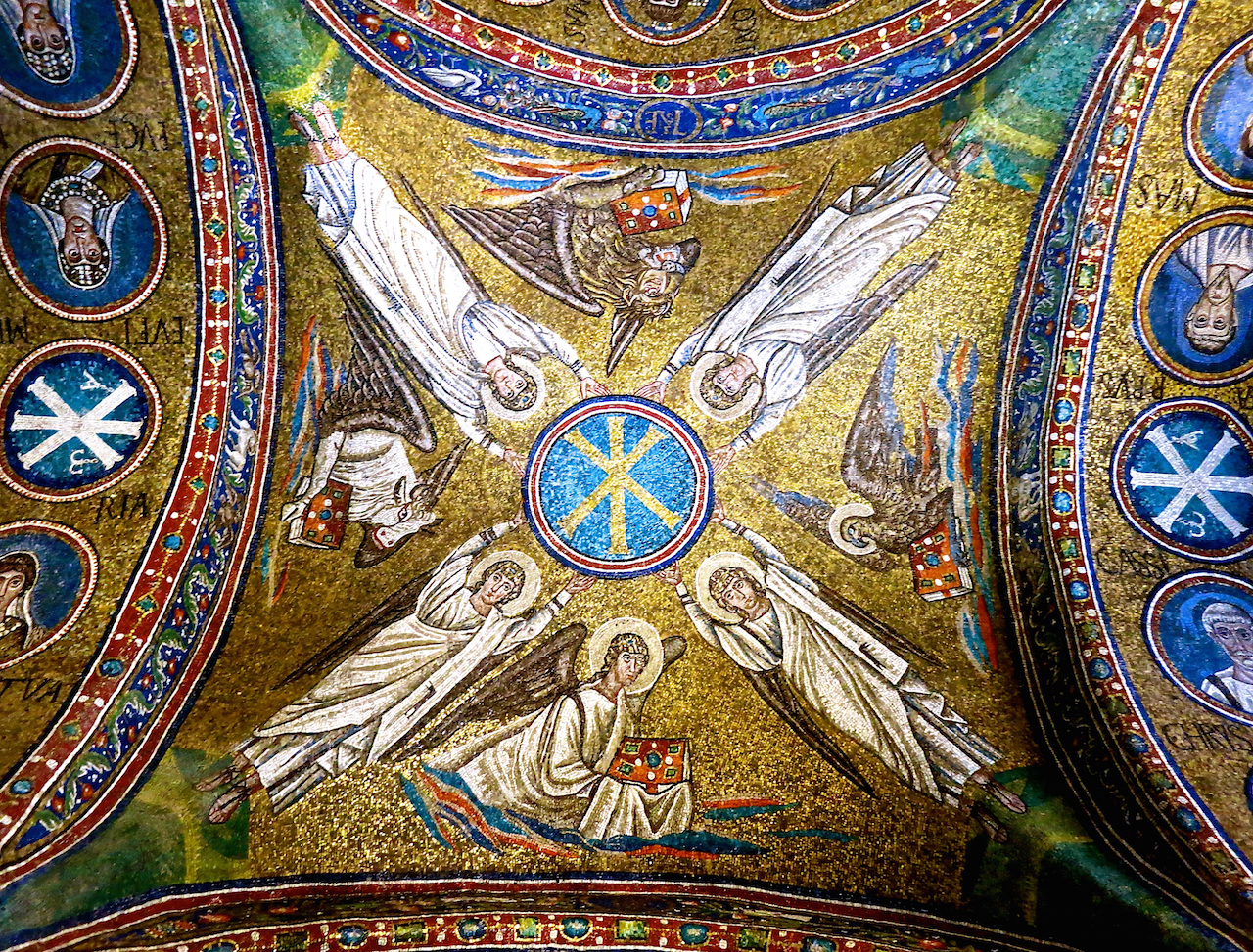
Mozaikowa dekoracja sklepienia oratorium
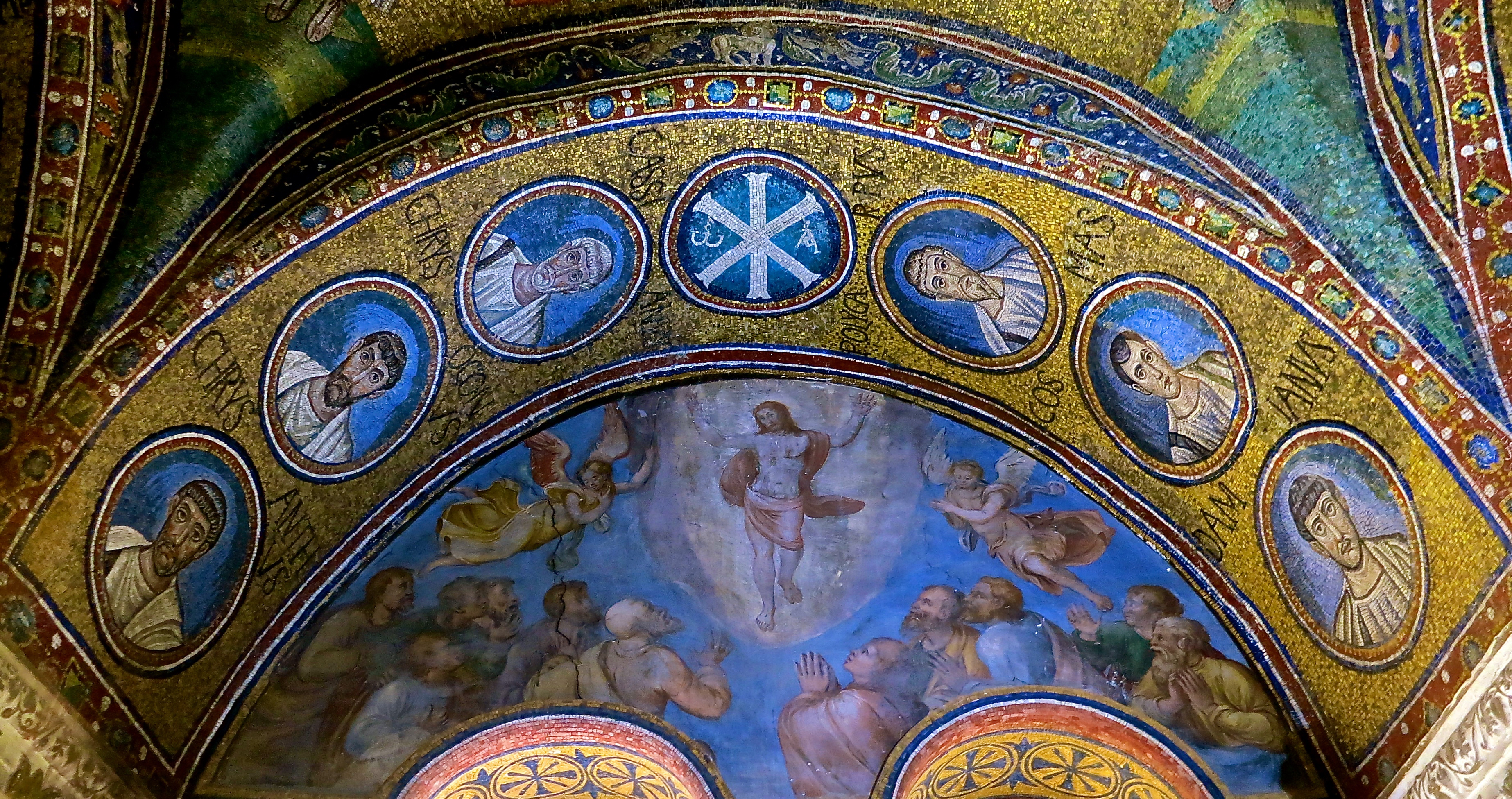
Luca Longhi, Zmartwychwstanie
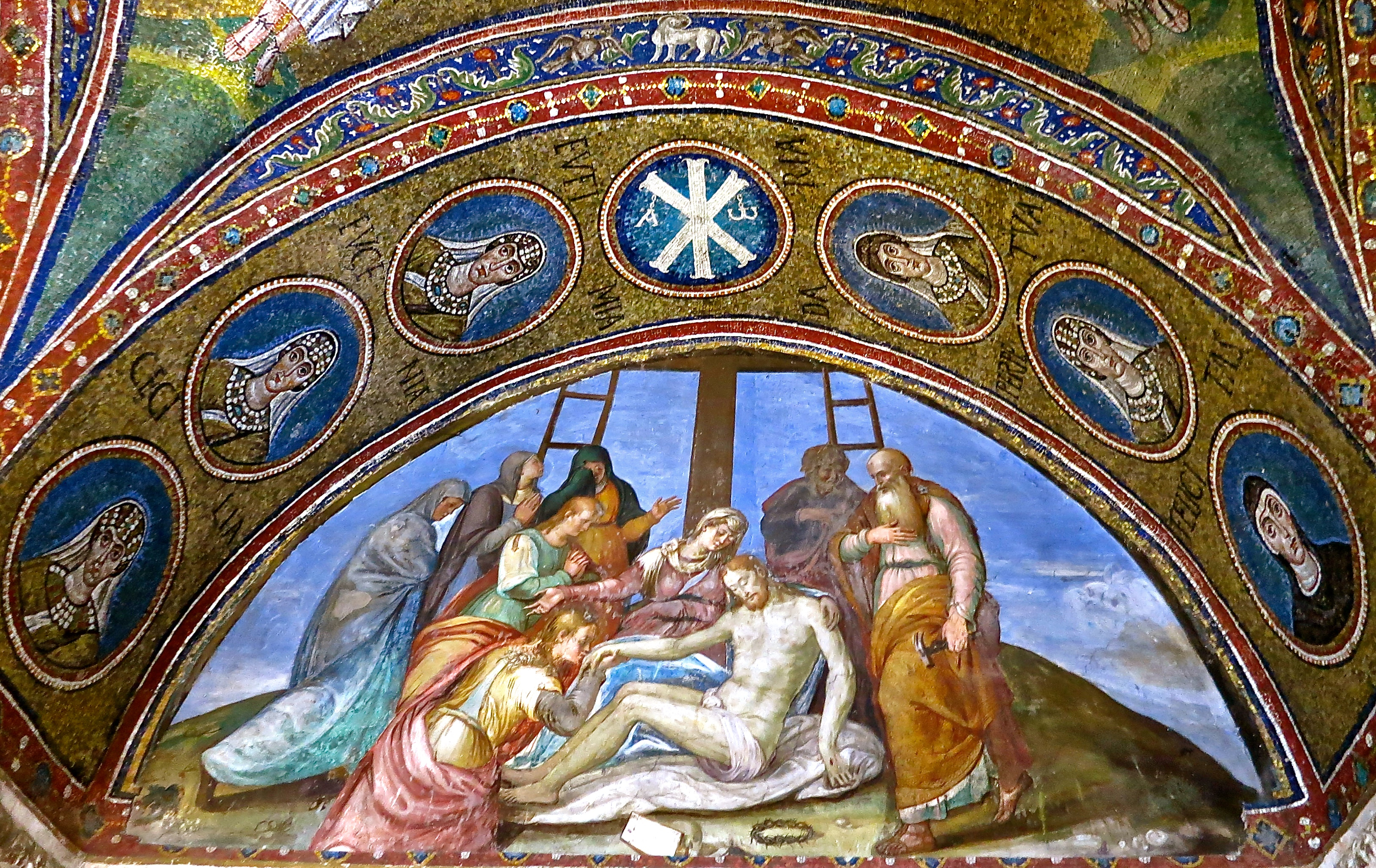
Luca Longhi, Złożenie Chrystusa do grobu